# Peter Mettler
Peter Mettler (* 19. September 1989 in Schwyz) ist ein Schweizer Kampfkunstmeister und ehemaliger Weltmeister im Grappling. Bekannt ist er auch für seine Präsenz auf Youtube, wo er sowohl einen deutsch- als auch englischsprachigen Kanal betreibt sowie der Social-Media-Plattform TikTok, wo er eine große Anzahl von Followern hat.

## Leben
Mettler, der in Ingenbohl aufwuchs, begann seine Karriere als Kampfsportler im Alter von 3 Jahren, nachdem er von seinem Bruder inspiriert wurde.
Im Jahr 2009 wurde Mettler Weltmeister im Grappling der FILA. In den folgenden Jahren gewann Mettler zahlreiche weitere nationale und internationale Titel wie den European MMA Cup von Shooto 2006, die Europameisterschaft im Grappling der FILA und mehrfach das Swiss Sambo Open der FIAS. Mettler hat auch in der Schweizer Nationalliga für den Rekordmeister Willisau sowie für seinen Heimverein Brunnen gerungen.
Als Trainer hat er unter anderem MMA-Weltmeister der ISKA trainiert und besitzt Lehrberechtigungen im Brazilian Jiu-Jitsu, Judo, Ringen, Boxen, Muay Thai und Krav Maga.
Neben seiner Karriere im Kampfsport ist Mettler auch auf TikTok sehr aktiv. Seine Videos zeigen ihn bei Trainingseinheiten, Kämpfen und bei der Demonstration von Techniken und Stunts. Zudem behandeln seine Videos Themen rund um die Philosophie sowie geschichtlichen Hintergründe des (unbewaffneten) Kampfes als auch seine persönliche Interpretation der Kampfkunst respektive des Kampfsports als Lebensweg, wobei er intensiv mit den Kommentierenden interagiert, indem er Fragen aus der Kommentarsektion aufgreift und diese entweder direkt oder per Video beantwortet. Mettler ist auch als Trainer und Motivator tätig und hat eine eigene Kampfsportschule in Schwyz gegründet.

## Erfolge und Auszeichnungen
- Weltmeister Grappling der FILA 2009
- Europameister Grappling der FILA 2009
- European MMA Cup Sieger Shooto 2006
- BJJ Blackbelt 4th Degree
- Judo Braungurt
- Offizieller Pro MMA Record 8-4[4]